# Ombelliprénine
L'ombelliprénine est un métabolite secondaire de plusieurs espèces de plantes qui possède plusieurs activités biologiques exploitables en médecine humaine. C'est un composé organique dérivé de l'ombelliférone et appartenant à la famille des coumarines sesquiterpéniques. On le retrouve dans plusieurs végétaux comestibles comme le céleri, la coriandre, l'angélique et le citron, et plus particulièrement au sein du genre Ferula. Bien que l'ombelliprénine ait été isolée dans les années 1930, elle n'a été étudiée qu'à partir du début du XXIe siècle. Elle serait notamment active comme anticancéreux, anti-inflammatoire, antioxydant et antiparasitaire contre la leishmaniose.